# Filmfare Award du meilleur acteur en tamoul
Le prix Filmfare du meilleur acteur en tamoul est une récompense attribuée depuis 1972 par le magazine indien Filmfare dans le cadre des Filmfare Awards South annuels pour les films en tamoul (Kollywood).
Les années mentionnées sont celles de la sortie du film. La cérémonie a lieu l'année suivante.

## Lauréats et nominations

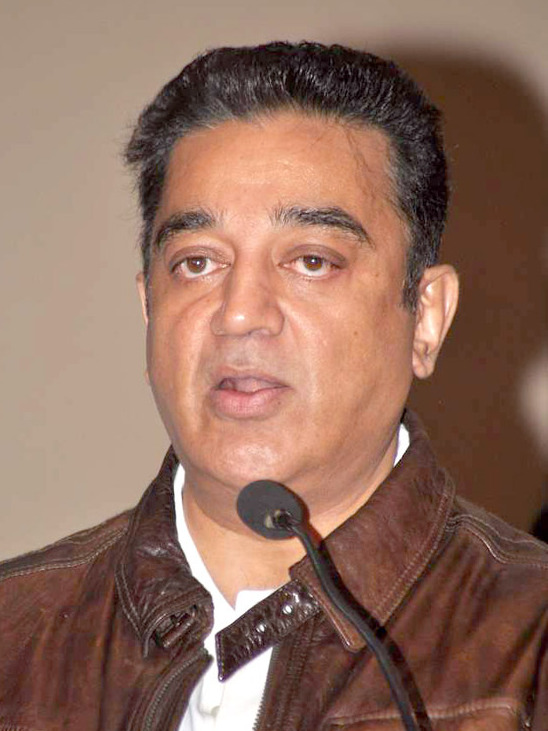
L'acteur Kamal Haasan, qui a remporté le prix à dix reprises.

### Années 1970
- 1972 : Sivaji Ganesan - Gnana Oli [1],[2]
- 1973 : Sivaji Ganesan - Gauravam [1],[2]
- 1974 : Gemini Ganesan - Naan Avanillai [2],[3]
- 1975 : Kamal Haasan - Apoorva Raagangal [2]
- 1976 : Kamal Haasan - Oru Oodhappu Kan Simittugiradhu [2]
- 1977 : Kamal Haasan  - 16 Vayadhinile [2]
- 1978 : Kamal Haasan - Sigappu Rojakal [2]
- 1979 : Sivakumar - Rosaappo Ravikkai Kaari [2]

### Années 1980
- 1980 : Sivakumar - Vandichakkaram [4]
- 1981 : Kamal Haasan - Raja Paarvai [4]
- 1982 : Mohan - Payanangal Mudivathillai [4],[5]
- 1983 : Bhagyaraj - Mundhanai Mudichu [4]
- 1984 : Rajinikanth - Nallavanuku Nallavan [4],[6]
- 1985 : Sivaji Ganesan - Muthal Mariyathai [1],[4]
- 1986 : Vijayakanth - Amman Kovil Kizhakale [7],[4],[8]
- 1987 : Sathyaraj - Vedham Pudhithu [9]
- 1988 : Karthik - Agni Natchathiram [10]
- 1989 : Karthik - Varusham Padhinaaru [11]

### Années 1990
- 1990 : Karthik - Kizhakku Vasal [12]
- 1991 : Kamal Haasan - Guna [13]
- 1992 : Kamal Haasan - Thevar Magan [14]
- 1993 : Karthik - Ponnumani [15]
- 1994 : R. Sarathkumar - Nattamai [16]
- 1995 : Kamal Haasan - Kuruthipunal [13]
- 1996 : Kamal Haasan - Indian [17]
- 1997 : R. Sarathkumar - Suryavamsam [18]
- 1998 : R. Sarathkumar - Natpukkaga [19]
- 1999 : Ajith Kumar- Vaali [20]

### Années 2000
- 2000 : Kamal Haasan - Hey Ram [21]
- 2001 : Vikram - Kaasi [22]
- 2002 : Ajith Kumar- Villain [23]

- 2003 : Vikram - Pithamagan[24]
  - Suriya - Kaakha Kaakha
  - Dhanush - Kadhal Kondein
  - Kamal Haasan - Anbe Sivam'
  - Vikram - Saamy

- 2004 : Suriya - Perazhagan [25]
- 2005 : Vikram - Anniyan [26]
- 2006 : Ajith Kumar- Varalaru [26]

- 2007 : Karthi - Paruthiveeran[27]
  - Ajith Kumar - Billa
  - Rajinikanth - Sivaji
  - Sathyaraj - Onbathu Roopai Notu
  - Vijay - Pokkiri

- 2008 : Suriya - Vaaranam Aayiram [28]
  - Dhanush - Yaaradi Nee Mohini
  - Jayam Ravi - Santosh Subramaniam
  - Kamal Haasan - Dasavathaaram
  - Narain - Anjathe

- 2009 : Prakash Raj - Kanchivaram [29]
  - Arya - Naan Kadavul
  - Jayam Ravi - Peranmai
  - Kamal Haasan - Unnaipol Oruvan' 
  - Suriya - Ayan

### Années 2010
- 2010 : Vikram - Raavanan [30]
  - Arya - Madrasapattinam
  - Karthi - Aayirathil Oruvan
  - Karthi - Paiyaa
  - Rajinikanth - Enthiran
  - Silambarasan - Vinnaithaandi Varuvaayaa
  - Suriya - Singam

- 2011 - Dhanush - Aadukalam [31]
  - Ajith kumar - Mankatha
  - Jiiva - Ko
  - Suriya - 7aum Arivu
  - Vikram - Deiva Thirumagal

- 2012 : Dhanush -  3 [32]
  - Vijay - Thuppakki
  - Suriya - Maattrraan
  - Vikram - Thandavam
  - Vijay Sethupathi - Pizza

- 2013 - Atharvaa - Paradesi [33]
  - Ajith Kumar - Arrambam
  - Dhanush - Maryan
  - Kamal Haasan - Vishwaroopam
  - Kishore - Haridas
  - Suriya - Singam 2

- 2014 - Dhanush - Velaiilla Pattadhari [34]
  - Ajith Kumar - Veeram
  - Karthi - Madras
  - Siddharth - Kaaviya Thalaivan
  - Vijay - Kaththi

- 2015 - Vikram - I [35]
  - Ajith Kumar - Yennai Arindhaal
  - Dhanush - Anegan
  - Jayam Ravi - Thani Oruvan
  - Kamal Haasan - Papanasam

- 2016 - Madhavan - Irudhi Suttru [36]
  - Dhanush - Kodi
  - Rajinikanth - Kabali
  - Suriya - 24
  - Vijay - Theri
  - Vikram - Iru Mugan

- 2017 - Vijay Sethupathi – Vikram Vedha

- 2018 - Dhanush - Vada Chennai partagé avec Vijay Sethupathi – 96

- 2019

### Années 2020
- 2020